# Бум (фільм, 1980)
«Бум» (фр. La Boum — «вечірка») — французький романтична комедія 1980 року, знята режисером Клодом Піното, з Софі Марсо у головній ролі (її перша роль). 1982 року вийшла стрічка-продовження «Бум 2».

## Сюжет
У фільмі розповідається історія 13-літньої дівчинки Вік (Софі Марсо). Вона приходить у нову школу, її подругою стає Пенелопа. Дівчата разом починають шукати своє кохання, а ідеальне місце для знайомства з хлопцями — це вечірка. Батьки не хочуть пускати туди Вік, та завдяки мудрим порадам прабабці Пупет (Деніз Ґрей), Вік вдається їх умовити. На вечірці вона зустрічає Матьйо та без пам'яті в ньому закохується. Їхні стосунки розвиваються, та водночас все більше віддаляються одне від одного батьки Вік. Коханка батька Вік вимагає останньої ночі разом. Франсуа доводиться брехати дружині, урешті-решт він не витримує і розповідає їй про свої зради. Між Франсуаз (мамою Вік) і шкільним вчителем німецької мови Еріком Лєманом (Бернар Жіродо) спалахує роман. Згодом з'ясовується, що Франсуаз вагітна, але батько дитини — Франсуа. Лиш наприкінці фільму батьки Вік миряться.

## У ролях
- Софі Марсо — Вік Беретон
- Клод Брассер — Франсуа Беретон, батько Вік
- Бріжит Фоссі — Франсуаза Беретон, мама Вік
- Деніз Ґрей — Пупет Валадьє, прабабця Вік
- Бернар Жиродо — Ерік Лєман
- Жан-Мішель Дюпюї — Етьєн Ланьє
- Домінік Лаванан — Ванесса
- Александр Стерлінґ — Матьє
- Шейла О'Коннор — Пенелопа Фонтане
- Александра Ґонен — Саманта Фонтане
- Рішар Боренже — Антуан
- Фредерік де Паскаль — Ґібер
- Робер Дальбан — Серж
- Жан-П'єр Кастальді — Брассак
- Жак Ардуен — батько Рауля
- Крістоф Боне — Жан-П'єр
- Ален Бейгель — Рауль
- Жан-Філіп Леонар — Стефан
- Лоран Н'Діайє — Арно
- Наталі Ріке — Лідія
- Летиція Габріеллі — Жоель
- Робер Далбан — Серж
- Рішар Борінже — епізод
- Фредерік де Паскуаль — Жільбер
- Аріель Семенофф — теща Рауля
- Діана Беллего — Еліан
- Жаклін Дюк — жінка в автобусі
- Жан-П'єр Кастальді — Брассак, вчитель
- Анні Саварен — Леблан
- Флоранс Брюнольд — вагітна жінка
- Жанін Сушон — працівниця за контрактом
- Жан-Клод Буйо — розгніваний батько
- Мішелін Бурде — секретарка
- Владимир Косма — епізод
- Мішель Ласорн — Давід
- Робер Ле Беаль — Кольбер
- Жерар Лемер — Макс
- Леон Зітрон — епізод
- Сільвен Левіньяк — епізод
- Марі-Лоранс — епізод
- Бернар Борн — епізод
- Ніколь Дее — епізод
- Маріанна Берг — епізод

## Знімальна група
- Режисер — Клод Піното
- Сценаристи — Даниель Томпсон, Клод Піното
- Оператор — Едмон Сешан
- Композитор — Владимир Косма
- Художник — Жак Бюфнуар
- Продюсер — Ален Пуаре